# Cymbidium canaliculatum
Espèce
Statut CITES
Cymbidium canaliculatum, la Cymbidie à feuilles canaliculées, est une espèce d'orchidées épiphytes originaire d'Australie.

## Description
C'est une grande orchidée épiphyte avec pseudobulbe gris-vert, étroit, ellipsoïde entouré de plusieurs gaines à la base avec 2 à 6 feuilles, linéaires, dressées, rigides, et rainurées. Les fleurs sont portées sur une et souvent plusieurs tiges arquées de 45 cm de long. Elles sont nombreuses, petites, cireuses, parfumées, de 4 cm de diamètre. La floraison a lieu au printemps.

## Distribution et habitat
Son habitat naturel se situe dans le Territoire du Nord, en Australie-Occidentale, au Queensland et dans la Nouvelle-Galles du Sud, dans les forêts sclérophylles à une altitude comprise entre 500 et 900 mètres.

## Synonymes
Cymbidium hillii F. Muell. ex Regel (1879)*Cymbidium sparkesii Rendle (1898)
- Cymbidium canaliculatum var. sparkesii (Rendle) F.M. Bailey (1913)
- Cymbidium canaliculatum f. aureolum Rupp (1934)
- Cymbidium canaliculatum f. fuscum Rupp (1934)
- Cymbidium canaliculatum f. inconstans Rupp (1934)
- Cymbidium canaliculatum var. marginatum Rupp (1934)
- Cymbidium canaliculatum f. purpurascens Rupp (1934)
- Cymbidium canaliculatum var. barrettii Nicholls (1942)

## Galerie

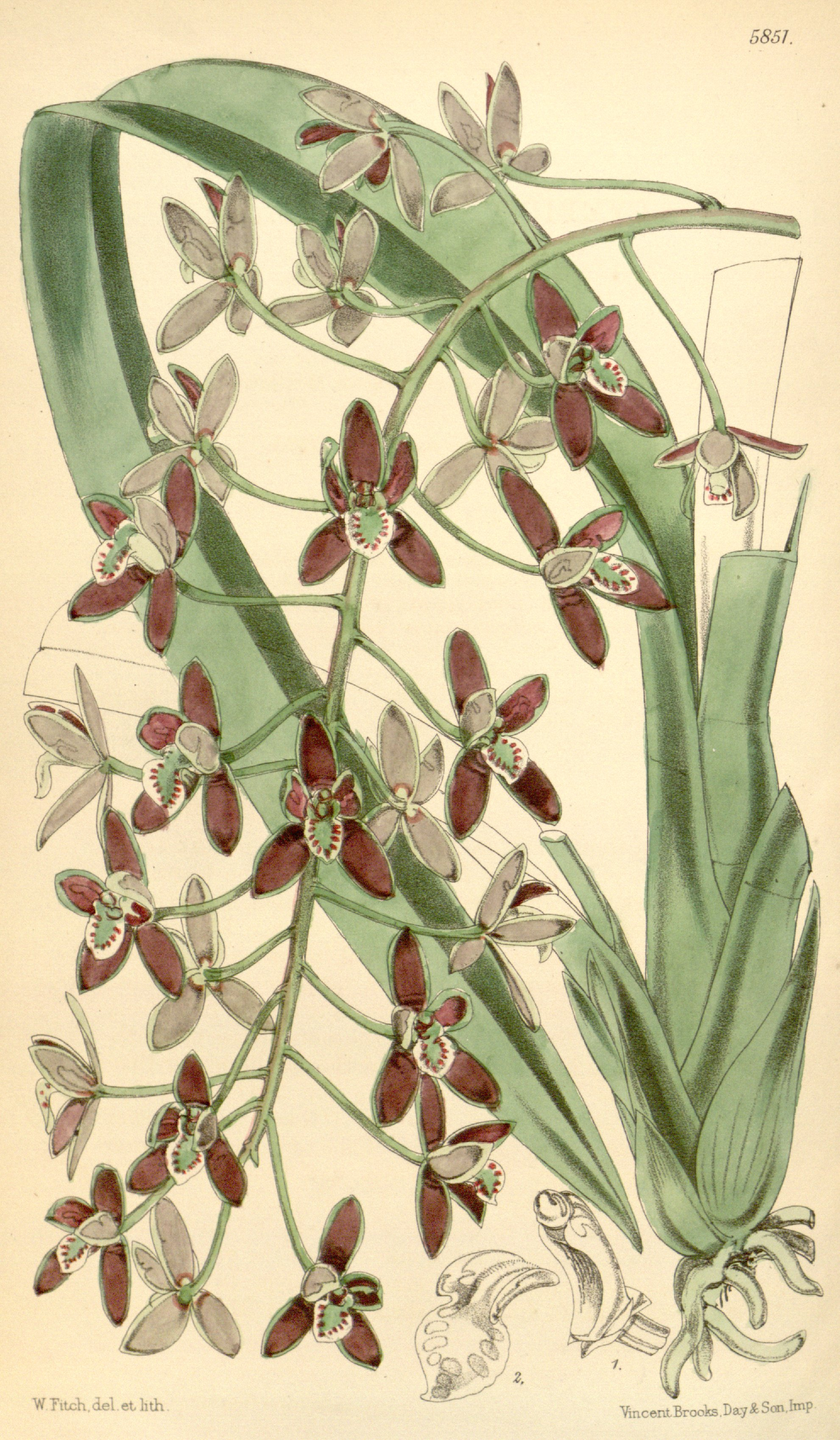